# Tournoi de tennis de Samarcande
Le Samarkand Challenger est un tournoi international de tennis masculin du circuit professionnel Challenger. Il a lieu tous les ans au mois de mai à Samarcande, en Ouzbékistan. Il a été créé en 1996 et se joue sur terre battue en extérieur.

## Palmarès messieurs

### Simple
| Année | Vainqueur                | Finaliste                   | Score           |
| ----- | ------------------------ | --------------------------- | --------------- |
| 1996  | Juan Antonio Marín       | Sander Groen                | 6-4, 6-2        |
| 1997  | Non joué                 | Non joué                    | Non joué        |
| 1998  | Fredrik Jonsson          | Oleg Ogorodov               | 7-6, 6-3        |
| 1999  | Oleg Ogorodov            | Emilio Benfele Álvarez      | 1-6, 7-62, 7-62 |
| 2000  | Mikhail Youzhny          | Jan Frode Andersen          | 7-67, 2-6, 7-68 |
| 2001  | Oleg Ogorodov            | Vadim Kutsenko              | 6-3, 6-4        |
| 2002  | Vasílis Mazarákis        | John van Lottum             | 7-61, 4-6, 6-1  |
| 2003  | Daniel Köllerer          | Andrei Stoliarov            | 6-2, 6-3        |
| 2004  | Mariano Puerta           | Pavel Šnobel                | 6-1, 6-2        |
| 2005  | Boris Pašanski           | Vasílis Mazarákis           | 6-3, 6-2        |
| 2006  | Janko Tipsarević         | Édouard Roger-Vasselin      | 6-3, 6-2        |
| 2007  | Mikhail Kukushkin        | Manuel Jorquera             | 6-4, 6-3        |
| 2008  | Mikhail Elgin            | André Ghem                  | 7-64, 6-3       |
| 2009  | Dustin Brown             | Jonathan Dasnières de Veigy | 7-63, 6-3       |
| 2010  | Andrej Martin            | Marek Semjan                | 6-4, 7-5        |
| 2011  | Denis Istomin            | Malek Jaziri                | 7-62, ab.       |
| 2012  | Dušan Lajović            | Farrukh Dustov              | 6-3, 6-2        |
| 2013  | Teymuraz Gabashvili      | Aleksandr Nedovyesov        | 6-3, 6-4        |
| 2014  | Farrukh Dustov           | Aslan Karatsev              | 7-64, 6-1       |
| 2015  | Teymuraz Gabashvili      | Yuki Bhambri                | 6-3, 6-1        |
| 2016  | Karen Khachanov          | Rubén Ramírez Hidalgo       | 6-1, 66-7, 6-1  |
| 2017  | Adrián Menéndez-Maceiras | Aldin Šetkić                | 6-4, 6-2        |
| 2018  | Luca Vanni               | Mario Vilella Martínez      | 6-4, 6-4        |
| 2019  | João Menezes             | Corentin Moutet             | 7-62, 7-67      |

### Double
| Année | Vainqueurs                                | Finalistes                           | Score             |
| ----- | ----------------------------------------- | ------------------------------------ | ----------------- |
| 1996  | Jose Frontera Oleg Ogorodov               | Martin Hromec Rogier Wassen          | 6-3, 6-4          |
| 1997  | Non joué                                  | Non joué                             | Non joué          |
| 1998  | Noam Behr Eyal Ran                        | Andrei Merinov Andrei Stoliarov      | 1-6, 6-4, 7-6     |
| 1999  | Noam Behr Andrei Stoliarov                | Emilio Benfele Álvarez Kris Goossens | 64-7, 6-3, 6-1    |
| 2000  | Stefano Galvani Andrei Stoliarov          | Daniel Melo Alexandre Simoni         | Forfait           |
| 2001  | Denis Golovanov Vadim Kutsenko            | Oleg Ogorodov Dmitri Tomashevich     | 6-1, 4-6, 6-4     |
| 2002  | Federico Browne Rogier Wassen             | Vadim Kutsenko Oleg Ogorodov         | 3-6, 7-63, 7-63   |
| 2003  | Victor Bruthans Serhiy Stakhovsky         | Pavel Ivanov Darko Madjarovski       | 6-2, 6-4          |
| 2004  | Jean-François Bachelot Melle van Gemerden | Sebastian Fitz Florin Mergea         | 6-2, 3-6, 6-1     |
| 2005  | Ivan Cerović Petar Popović                | Alexey Kedryuk Orest Tereshchuk      | 6-3, 6-0          |
| 2006  | Satoshi Iwabuchi Gouichi Motomura         | Jun Woong-sun Frank Moser            | 2-6, 6-2, [10-5]  |
| 2007  | Sergueï Bubka Evgeny Kirillov             | Jaroslav Pospíšil Adam Vejmělka      | 6-3, 6-2          |
| 2008  | Irakli Labadze Denis Matsukevich          | Danila Arsenov Vaja Uzakov           | 7-61, 4-6, [10-3] |
| 2009  | Adam Hubble Kaden Hensel                  | Valery Rudnev Ivan Sergeyev          | 7-5, 7-5          |
| 2010  | Andis Juška Deniss Pavlovs                | Lee Hsin-han Yang Tsung-hua          | 7-5, 6-3          |
| 2011  | Mikhail Elgin Alexander Kudryavtsev       | Radu Albot Andrey Kuznetsov          | 7-64, 2-6, [10-7] |
| 2012  | Aleksandr Nedovyesov Ivan Sergeyev        | Divij Sharan Vishnu Vardhan          | 6-4, 7-61         |
| 2013  | Farrukh Dustov Aleksandr Nedovyesov       | Radu Albot Jordan Kerr               | 6-1, 7-67         |
| 2014  | Sergey Betov Aliaksandr Bury              | Shonigmatjon Shofayziyev Vaja Uzakov | 6-4, 6-3          |
| 2015  | Sergey Betov Mikhail Elgin                | Laslo Djere Pedja Krstin             | 6-4, 6-3          |
| 2016  | Denis Matsukevich Andrei Vasilevski       | Hsieh Cheng-peng Yang Tsung-hua      | 6-4, 5-7, [10-5]  |
| 2017  | Laurynas Grigelis Zdeněk Kolář            | Prajnesh Gunneswaran Vishnu Vardhan  | 7-62, 6-3         |
| 2018  | Sriram Balaji Vishnu Vardhan              | Mikhail Elgin Denis Istomin          | Forfait           |
| 2019  | Gonçalo Oliveira Andrei Vasilevski        | Sergey Fomin Teymuraz Gabashvili     | 3-6, 6-3, [10-4]  |